# Palisades Tahoe
Palisades Tahoe (tên cũ là Khu nghỉ dưỡng Trượt tuyết Squaw Valley, tiếng Anh: Squaw Valley Ski Resort) là một khu trượt tuyết tại Thung lũng Olympic, California, là một trong những khu trượt tuyết lớn nhất Hoa Kỳ, và là một trong những địa điểm tổ chức Thế vận hội Mùa đông 1960 .

## Lake Tahoe
Khu vực Lake Tahoe nằm trong ranh giới giữa California và Nevada. Khu vực xung quanh trung tâm Lake Tahoe, hồ sâu thứ hai ở nước Mỹ U.S. được bầu chọn là “Hồ tốt nhất” nước Mỹ 2012 bởi The USA Today. Hồ Tahoe là nơi có 18 khu trượt tuyết, bao gồm cả Palisades Tahoe.